# Heilig Kreuz (Icking)

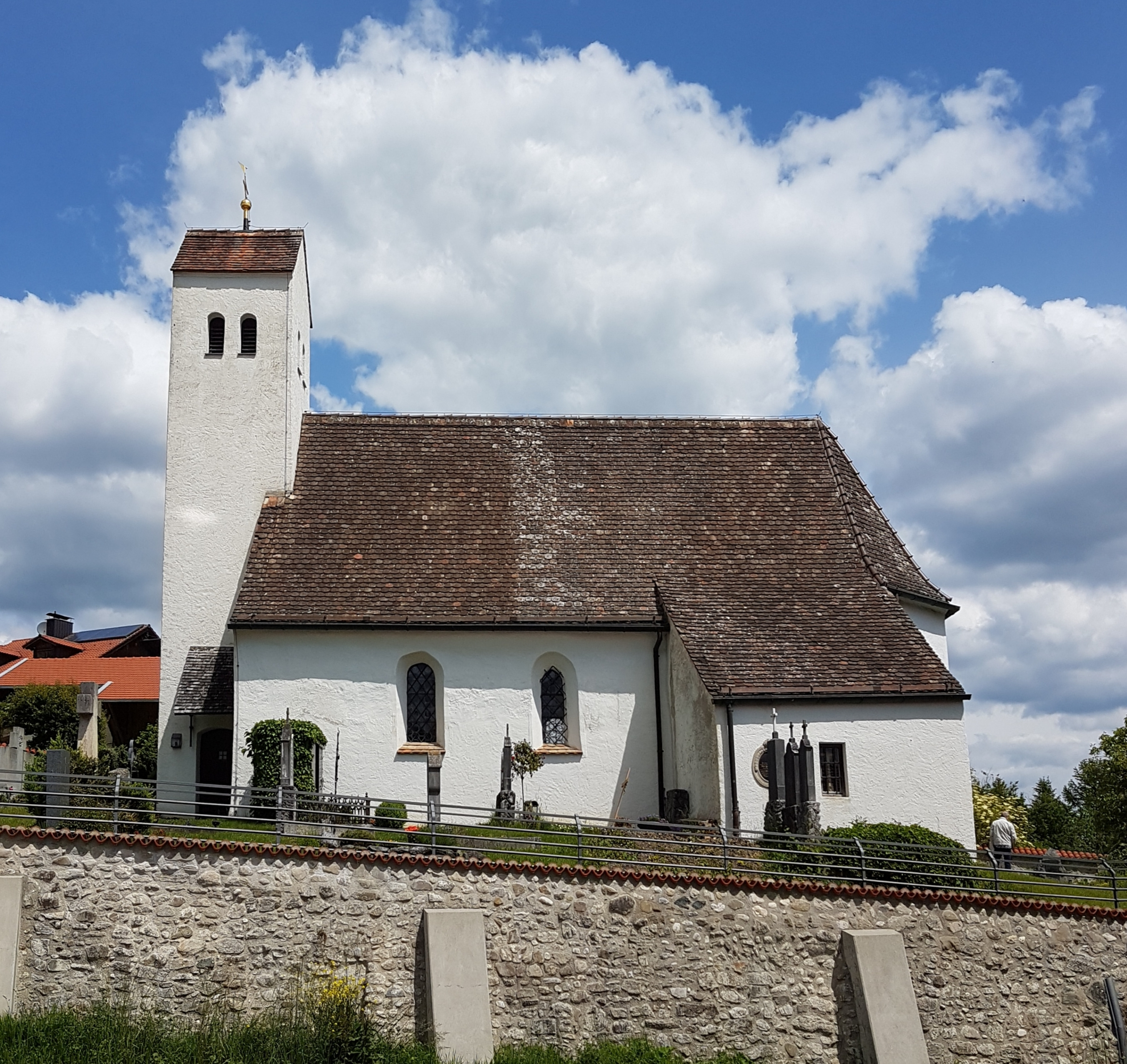
Heilig Kreuz in Icking

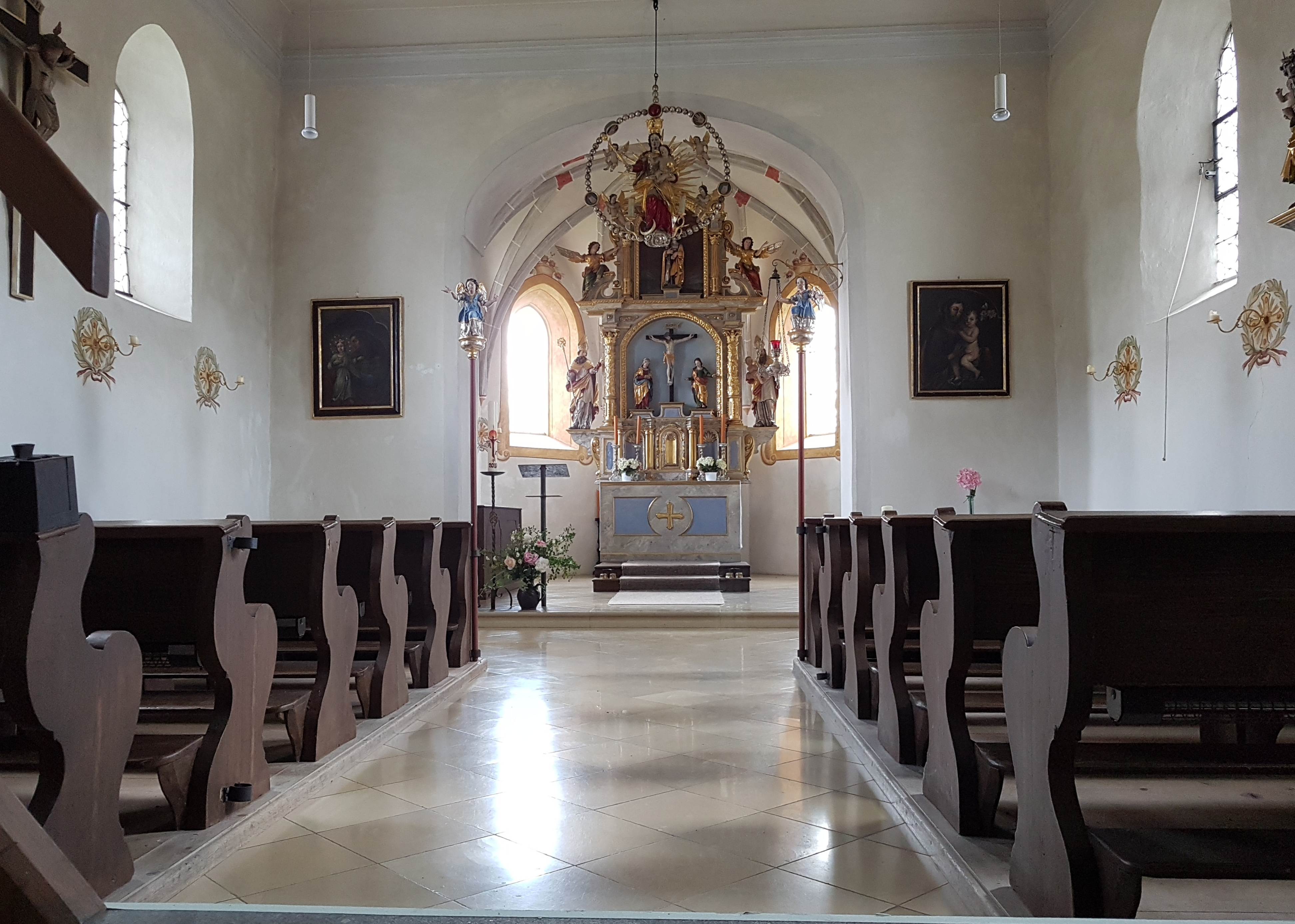
Innenraum

Die römisch-katholische Filialkirche Heilig Kreuz steht in Icking, einer Gemeinde im Landkreis Bad Tölz-Wolfratshausen. Das Bauwerk ist in der Liste der Baudenkmäler in Icking als Baudenkmal unter der Nr. D-1-73-130-1 eingetragen. Die bis 1953 als Pfarrkirche dienende Kirche gehört zum Dekanat Bad Tölz-Wolfratshausen im Erzbistum München und Freising.

## Beschreibung
Die spätgotische Saalkirche wurde um 1500 erbaut und im 18. Jahrhundert barock umgestaltet. Sie besteht aus dem Langhaus, dem eingezogenen, dreiseitig geschlossenen Chor im Osten, der Sakristei an der Südwand des Chors und dem Kirchturm mit Satteldach im Westen. Hinter den Klangarkaden des obersten Turmgeschosses steht der Glockenstuhl. 
Der Innenraum des Langhauses ist mit einer Flachdecke überspannt, der des Chors mit einem Netzgewölbe. Der von spätgotischen Assistenzfiguren flankierte Altar wurde um 1680 aufgestellt. Aus der zweiten Hälfte des 17. Jahrhunderts stammt eine Rosenkranzmadonna.